# Centro histórico de San Salvador
El Centro de San Salvador comprende el área donde se inició la expansión de la ciudad capital de El Salvador desde el siglo XVI. Las edificaciones originales de la  colonia española fueron en su mayor parte destruidas por desastres naturales a lo largo de los años, y los inmuebles notables que sobreviven fueron erigidos a finales del siglo XIX, e inicios del XX. Además, el lugar fue durante mucho tiempo el centro de poder político, económico y religioso del país. El terremoto del año 1986 dañó severamente la zona y, debido al aumento del desempleo en el país, ha sido ocupada por una gran cantidad de comercio informal.
La Asamblea Legislativa de El Salvador declaró Centro Histórico a la zona cuyos límites se encuentran establecidos en el Decreto Legislativo N.º 680, del 18 de julio de 2008, publicado en el Diario Oficial N.º 155, Tomo N.º 380, del 21 de agosto de 2008. Y por Resolución Interna MP-001/2016, del 29 de agosto de 2016, publicada en el Diario Oficial N.º 194, Tomo N.º 413, del 19 de octubre de 2016, la entonces Secretaría de Cultura estableció diversas medidas de protección para el centro histórico de la capital salvadoreña.
La Zona del Centro Histórico (ZCH) cuenta un carácter especial al encontrase corregulada por la Autoridad de Planificación del Centro Histórico de San Salvador y la municipalidad de San Salvador Centro, aunque administrativamente sigue perteneciendo a esta última.
Durante la gestión de Nayib Bukele como alcalde de San Salvador entre 2015 y 2018, este impulsó uno de los proyectos más emblemáticos de su administración: la revitalización del Centro Histórico. Este programa se desarrolló en varias etapas, que incluyeron la reubicación pacífica de vendedores ambulantes hacia espacios regulados como el Mercado Cuscatlán, la rehabilitación de las plazas Gerardo Barrios (octubre de 2017), Libertad (enero de 2018) y Morazán (abril de 2018), así como la creación de corredores peatonales, ciclovías y la instalación de cableado subterráneo para eliminar el cableado aéreo. Además, se firmó un convenio con la Secretaría de Cultura para restaurar y dar iluminación arquitectónica a monumentos históricos como el Palacio Nacional, la Catedral Metropolitana y el Teatro Nacional, complementado por mejoras en infraestructura urbana, videovigilancia, jardinería y modernización de redes de agua y telecomunicaciones. Se invirtieron aproximadamente 5.7 millones USD en esta intervención, que abarcó unas 23 manzanas del casco antiguo. El proyecto no solo buscó embellecer y ordenar el entorno urbano, sino también dinamizar la economía local, fomentar el turismo y rescatar un valioso patrimonio cultural.

## Lugares de interés

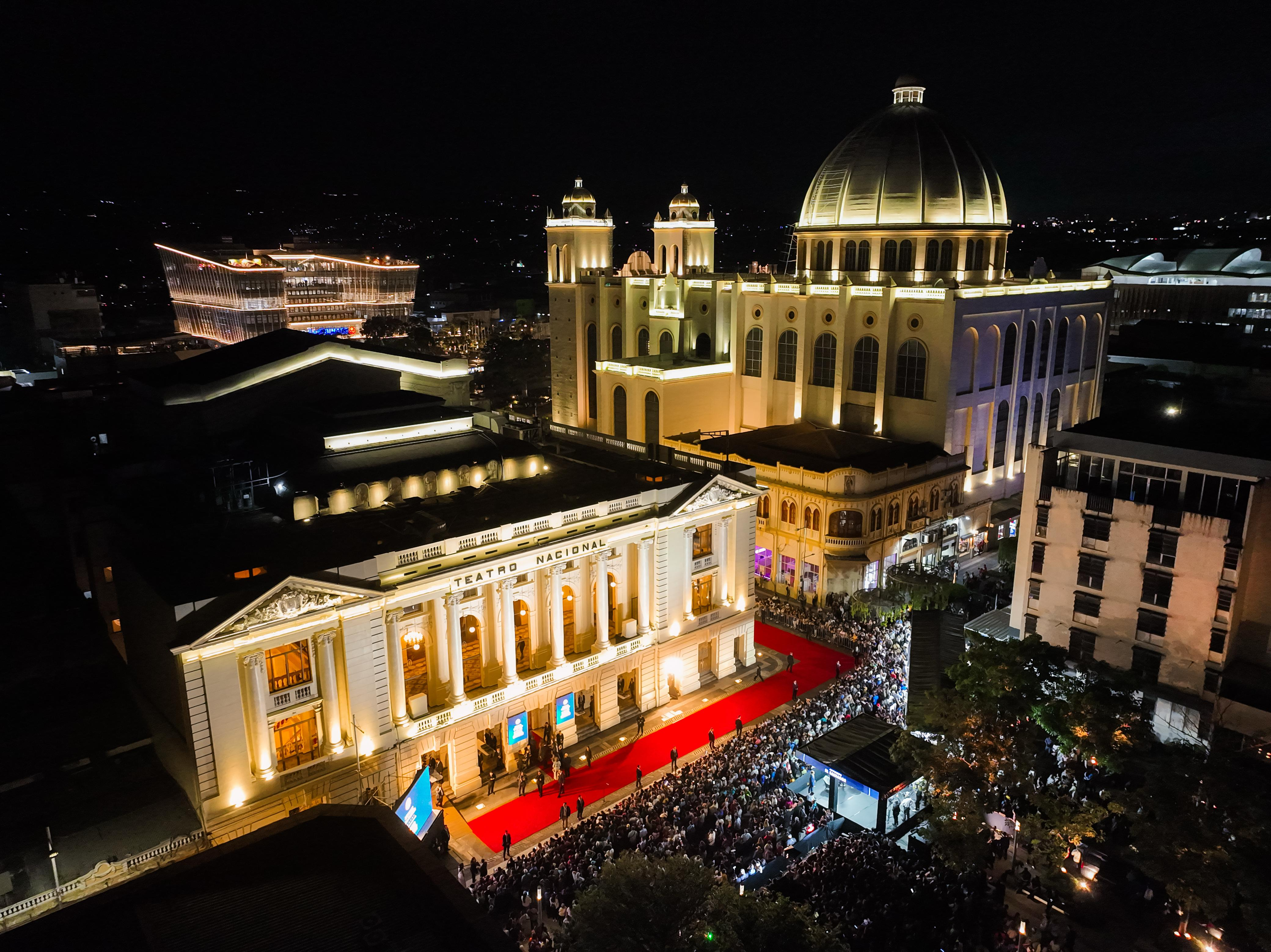
Teatro Nacional de San Salvador.

Plaza Morazan San Salvador.

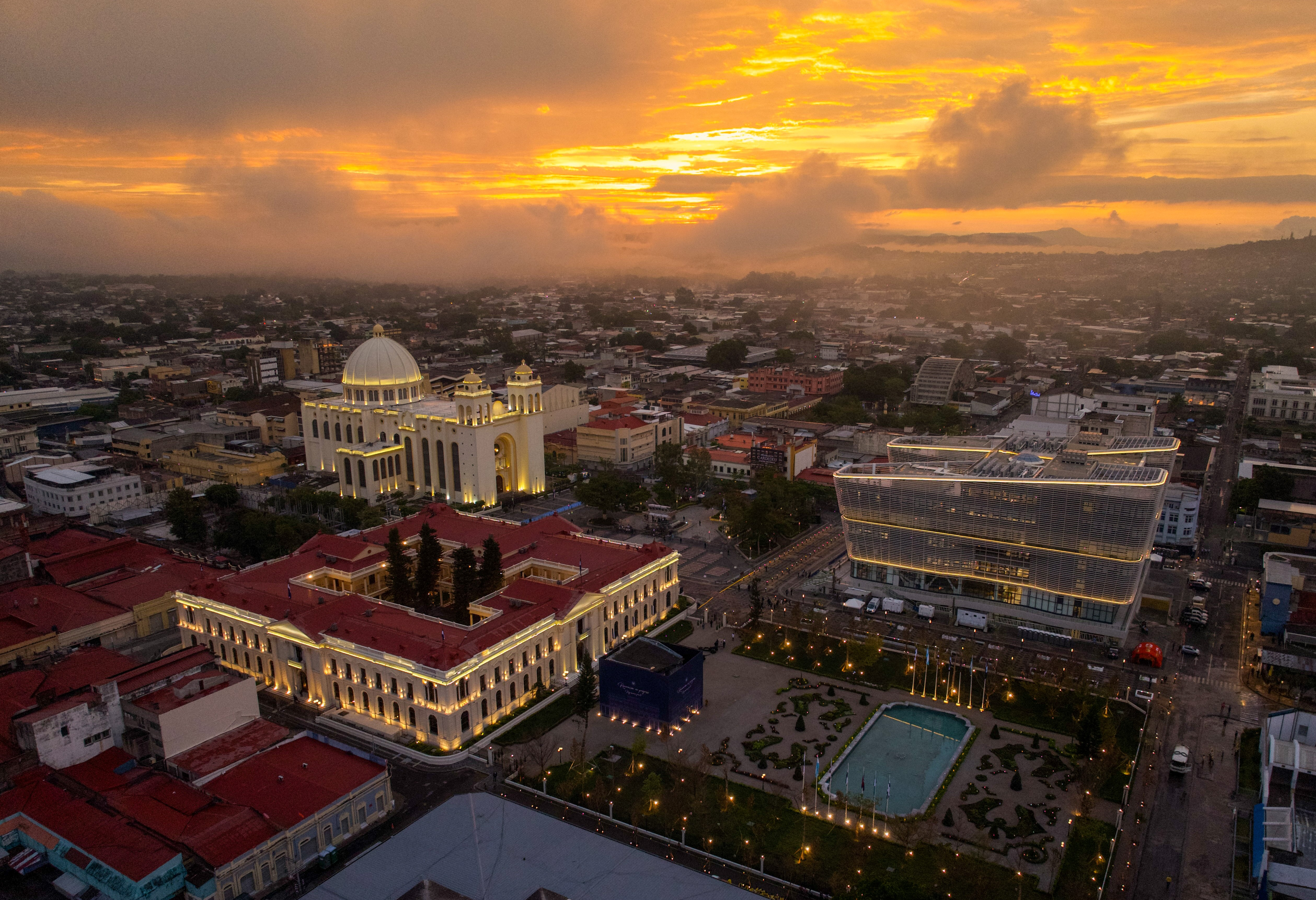
Vista aérea de San Salvador.

Las construcciones y lugares más relevantes del centro capitalino comprenden:
- Catedral Metropolitana de San Salvador
- Casa de las Academias
- Palacio Nacional de El Salvador
- Plaza Gerardo Barrios
- Teatro Nacional de San Salvador
- Plaza Libertad
- Plaza Francisco Morazán
- Iglesia El Rosario
- Iglesia El Calvario

### Iglesias
Aparte de la Catedral Metropolitana, en la zona se encuentran ubicados varios templos católicos de relevancia histórica y cultural:

#### Basílica del Sagrado Corazón de Jesús
13°42′00.76″N 89°11′52.89″O / 13.7002111, -89.1980250 

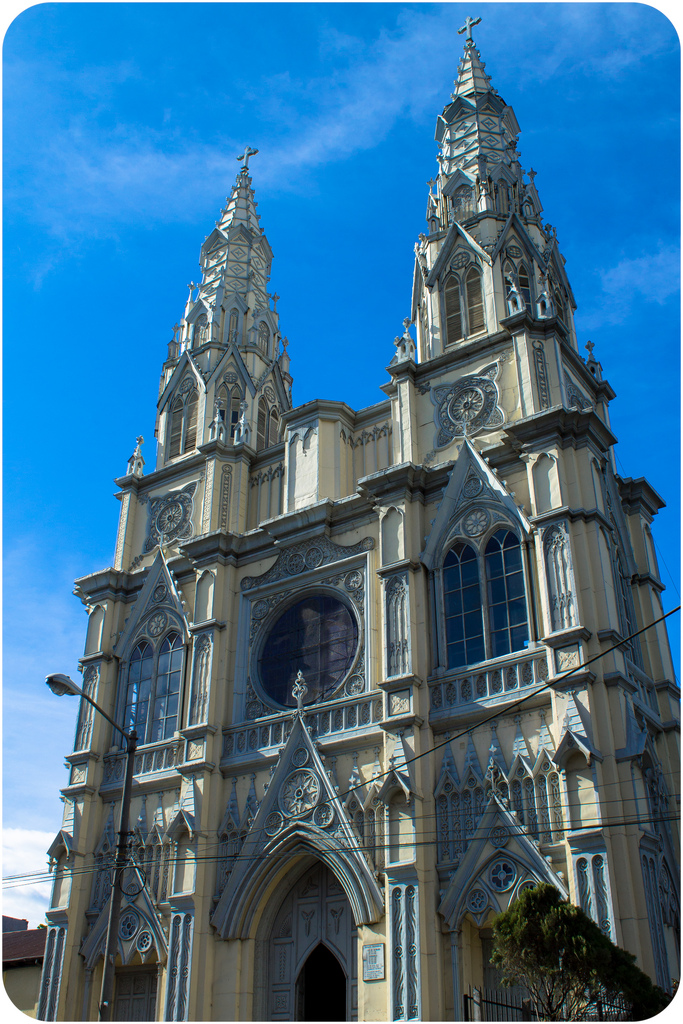
Exterior de la Basílica

Su construcción inició el 1 de enero de 1901, por iniciativa del obispo Antonio Adolfo Pérez y Aguilar. La obra se terminó en 1913 y estuvo a cargo del hondureño Pascasio González. El templo está hecho de madera y lámina, una técnica popular en Europa para esos años; y posee una notable influencia neogótica del siglo XIX. Entre los años 1989 y 1999, fue la sede del Arzobispado de San Salvador debido a trabajos de remodelación de la Catedral Metropolitana. Por otro lado, desde esta iglesia parte la procesión, denominada popularmente como «La Bajada», con rumbo a la Catedral Metropolitana, adonde se representa la Transfiguración de Jesús. El evento se realiza cada 5 de agosto durante las Fiestas patronales de San Salvador.
Las láminas, que tendrían que cubrir la armazón de madera en forma de cielo falso, no pudieron ser adquiridas ya que para la Segunda Guerra Mundial un bombardeo sobre Bélgica destruyó la fábrica donde estas láminas troqueladas eran manufacturadas. La iglesia ha resistido varios terremotos: el del 7 de junio de 1917, abril de 1919, mayo de 1965, octubre de 1986, y los dos sismos de 2001.

#### Iglesia El Rosario
13°41′50.68″N 89°11′18.64″O / 13.6974111, -89.1885111 

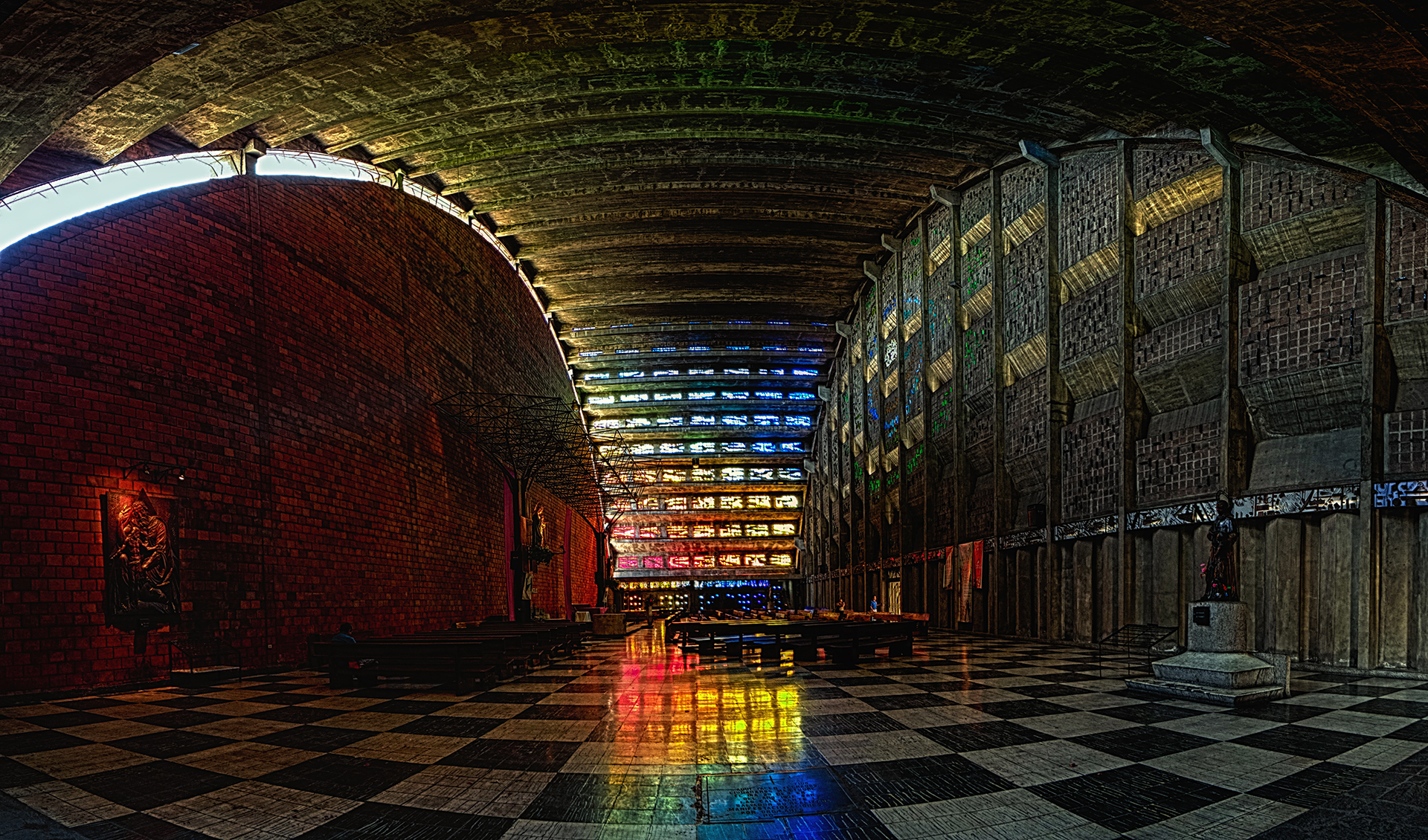
Interior Iglesia El Rosario

Exterior Iglesia El Rosario Desde la plaza libertad

La Iglesia de El Rosario se encuentra localizada al costado oriente de la Plaza Libertad, y posee un diseño arquitectónico moderno que rompió con los habituales cánones de construcción religiosa en la ciudad, es decir el tipo cruz latina y griega. Debido a que la anterior iglesia era de madera y resultaba pequeña, para el año 1962 el fraile dominico Alejandro Peinador encomendó al arquitecto y escultor Rubén Martínez el diseño de la nueva estructura y al también dominico español Domingo Iturgaiz la creación de las vidrieras cromáticas de los lados oriente y occidente. Sin embargo, los planos no fueron admitidos en un principio por las autoridades eclesiales, por lo que Martínez decidió buscar la aprobación de la Ciudad del Vaticano que finalmente autorizó el proyecto. Al fin, la obra inició en 1964 y terminó en junio de 1971.
Martínez diseñó El Rosario tomando como base las enseñanzas litúrgicas del Concilio Vaticano II: «una iglesia de cara al pueblo y no en fuga de Dios». De hecho, en su interior no hay pilares que obstaculicen la visibilidad. Otras características del edificio, que tiene forma de arco, son sus paredes de concreto visto, la ordenada filtración y sucesión de luces, vidrieras al cemento, y un vía crucis hecho de hierro negro sobre cemento y piedra pómez. Al final de dichas estaciones se encuentra un «Cristo resucitado» de hierro en espiral.
En este mismo lugar, cuando comenzaba a establecerse la ciudad de San Salvador, fue erigida la parroquia dedicada al Santísimo Salvador del Mundo, que originalmente había sido puesta bajo la advocación de la Santísima Trinidad. Asimismo, la iglesia contiene los restos de los presbíteros José Matías Delgado, y probablemente los de Nicolás Aguilar y Bustamante.

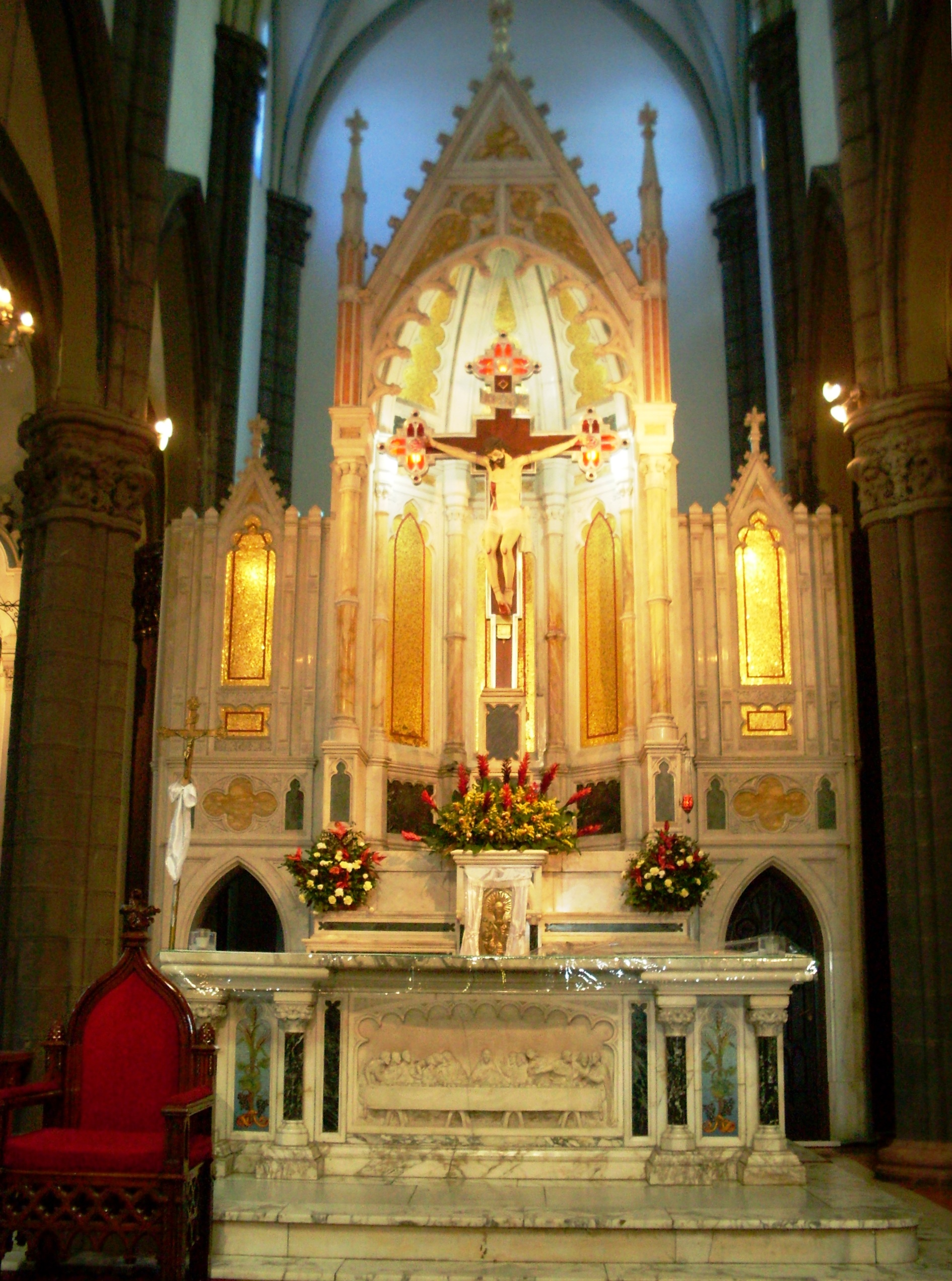
Altar de la iglesia El Calvario.

#### Iglesia El Calvario
13°41′47.77″N 89°11′38.03″O / 13.6966028, -89.1938972

La primera Iglesia El Calvario fue autorizada el 10 de agosto de 1660, por el obispo de Guatemala y Verapaz, fray Payo Rivera. La estructura fue destruida por el terremoto del año 1854, siendo sustituida por una estructura de madera, la cual resultó destruida por un incendio en el año 1908. Posteriormente existió una ermita provisional, pero al mismo tiempo era diseñado el nuevo templo de cemento armado con diseño gótico, bajo la dirección del arquitecto Augusto Baratta.
La primera parte de la iglesia fue inaugurada el 29 de mayo de 1932, y la etapa final de construcción se desarrolló entre los años 1938 y 1950. Fue consagrada el 20 de enero de 1951 por el arzobispo Luis Chávez y González. El templo mide 64 metros de largo por 52 de ancho, y contiene mármol de Carrara en el piso, los altares y el vía crucis. La cruz del altar mayor, que se ubica en el centro, se encuentra ornamentada con plata. De acuerdo a la tradición, fueron los mismos parroquianos quienes llevaron al templo varios utensilios de dicho metal, como tenedores, cucharas y tazones, los cuales fueron fundidos y de los que se obtuvieron 180 libras; además, el altar del presbiterio es una réplica de La Última Cena, y fue elaborado en los talleres de la casa Lucas Arrighini de Pietra Santa (Lucca, Italia). En la actualidad el templo se encuentra cercado por comercio informal, que incluye la venta de hierbas medicinales, remedios caseros y «servicios» de ocultismo y esoterismo.

#### Iglesia San Esteban
13°41′44.58″N 89°11′05.26″O / 13.6957167, -89.1847944 

El templo se encontraba ubicado en el barrio San Esteban. No existe una fecha certera de cuando fue construido el primer edificio, pero se estima que inició como un oratorio a finales del siglo XVII. Para el año 1807, apareció en un plano de la ciudad, y para 1873 resultó destruido por un fuerte terremoto que asoló a San Salvador. De acuerdo al historiador Carlos Cañas Dinarte, en ese periodo fue erigida la nueva estructura por la comunidad catalana en el país, para desarrollar sus festividades religiosas con sus respectivas imágenes traídas desde Cataluña.
Dicho templo, también resultó severamente dañado por los terremotos de 1986 y 2001. Se encontraba construido de madera y lámina traída desde Bélgica, y el lunes 7 de enero del año 2013 terminó reducida a escombros por un incendio. Desde este lugar partía la procesión del Viacrucis hacia la Iglesia El Calvario, en ocasión del Viernes Santo.

#### Iglesia de Nuestra Señora de Candelaria
13°41′31.51″N 89°11′30.30″O / 13.6920861, -89.1917500
 

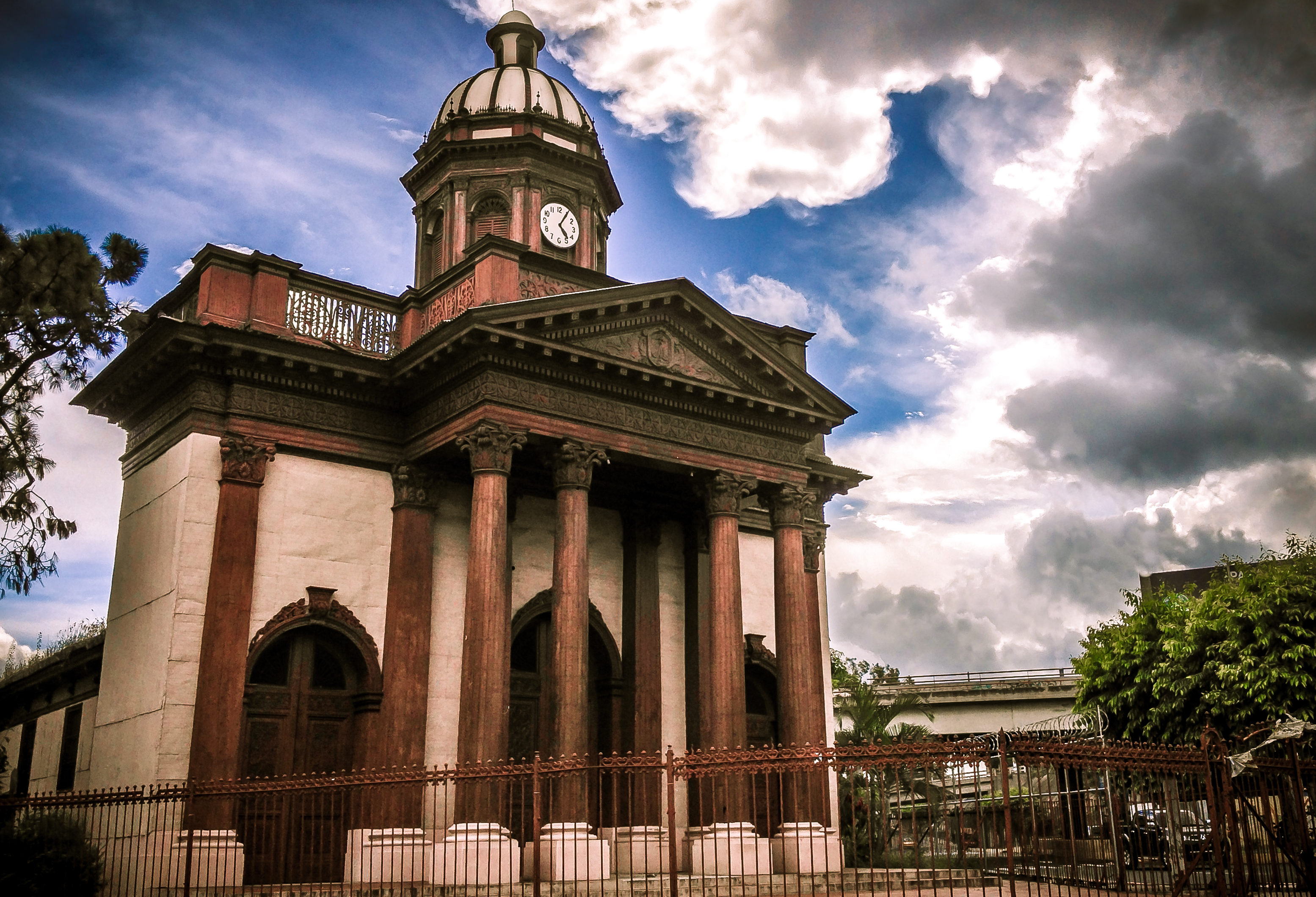
San Salvador Iglesia Nuestra Señora de Candelaria

La primera Iglesia de Nuestra Señora de Candelaria fue construida en el año 1816, pero fue destruida por el terremoto de 1873. Para 1879 fue reinaugurado el nuevo templo. Todo el edificio es de madera y lámina, y su interior consta de tres naves divididas por 30 columnas de estilo arte jónico y toscano. En su fachada resalta una torre hexagonal que mide 18 m, además hay columnas talladas de estilo corintio, cornisamentos y puertas que semejan encajes finamente labrados en madera. Sin embargo, por su situación geográfica cercana al río Acelhuate , el templo ha sufrido los estragos de diversas inundaciones que han asolado sus alrededores.

### Otros sitios de interés

#### Biblioteca Nacional Francisco Gavidia (Biblioteca Nacional de El Salvador)
13°41′49.31″N 89°11′27.93″O / 13.6970306, -89.1910917

Desde el año 1994, la Biblioteca Nacional se encuentra ubicada al costado sur de la Plaza Gerardo Barrios, en el edificio que ocupaba el Banco Hipotecario. Contiene hemeroteca, tesario nacional, colección de libros nacionales, una colección braile y varias colecciones internacionales.

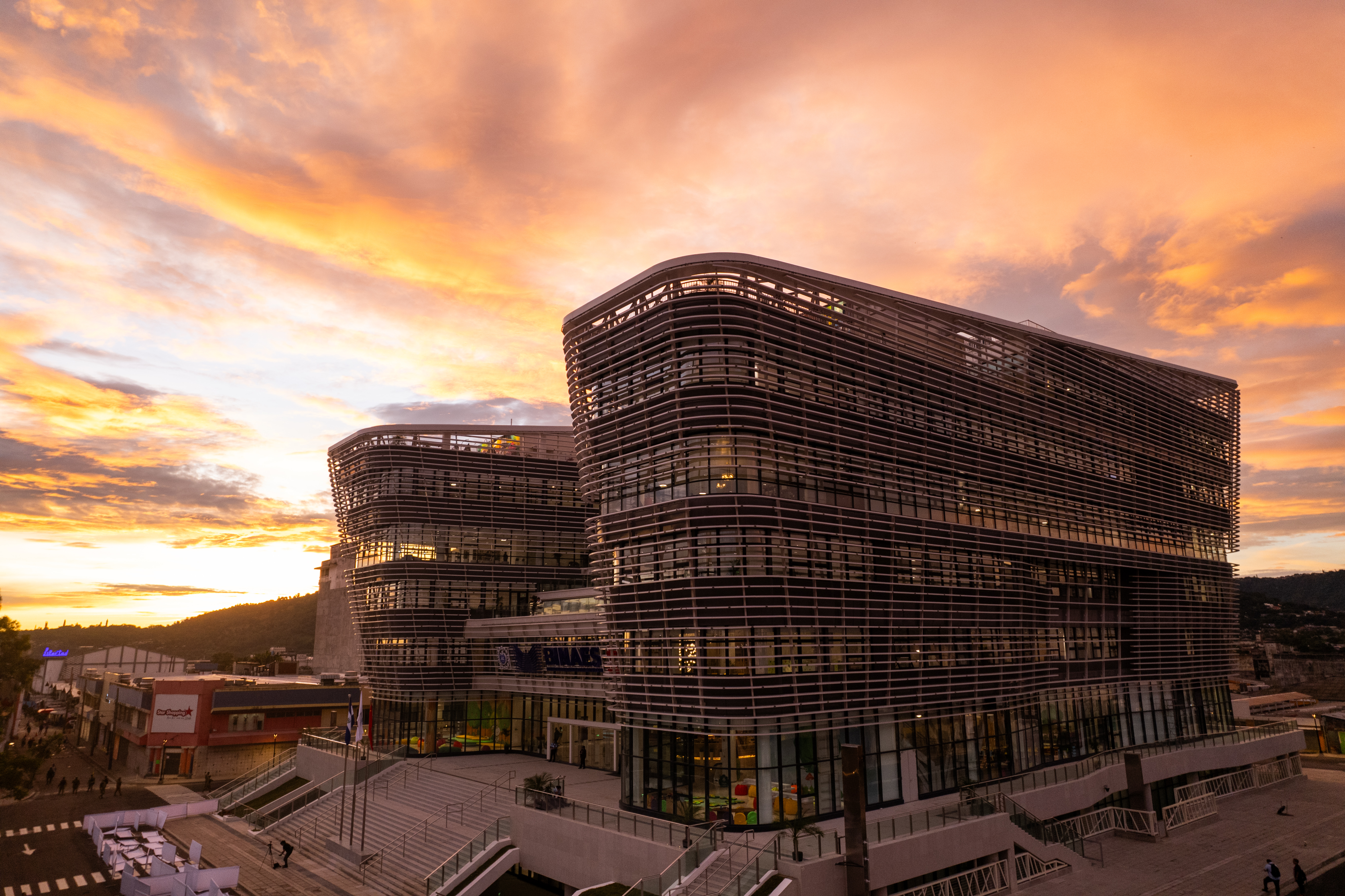
BINAES (Biblioteca Nacional), El Salvador

#### Centro Cívico Cultural Legislativo
13°42′09″N 89°11′52″O / 13.70250, -89.19778

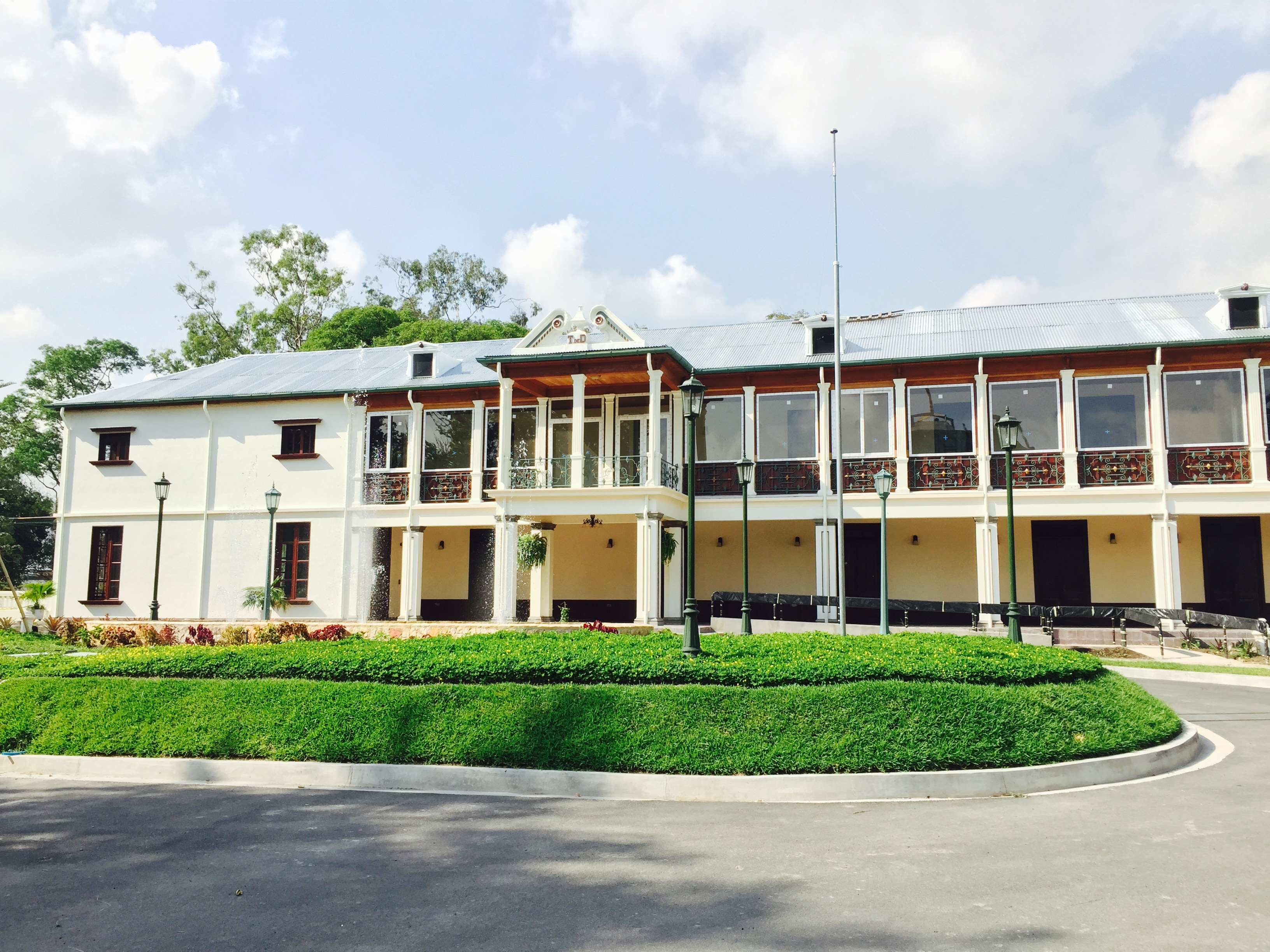
Centro Cívico Cultural Legislativo

La Villa Dueñas junto a la Casa Dueñas, formó parte de un complejo residencial de la familia Dueñas Palomo era parte  de un complejo habitacional ubicado en la finca Guadalupe en el norponiente del centro histórico de San Salvador. Su construcción se llevó a cabo en la primera mitad del siglo XX con la dirección del arquitecto Daniel C. Domínguez. Tras caer en abandono fue rehabilitado como Centro Cívico Cultural en el año 2015. Desde su inauguración, el Centro Cívico Cultural Legislativo alberga eventos musicales, danza folklórica y contemporánea, teatro, poesía, conferencias y demás expresiones del arte y la cultura.

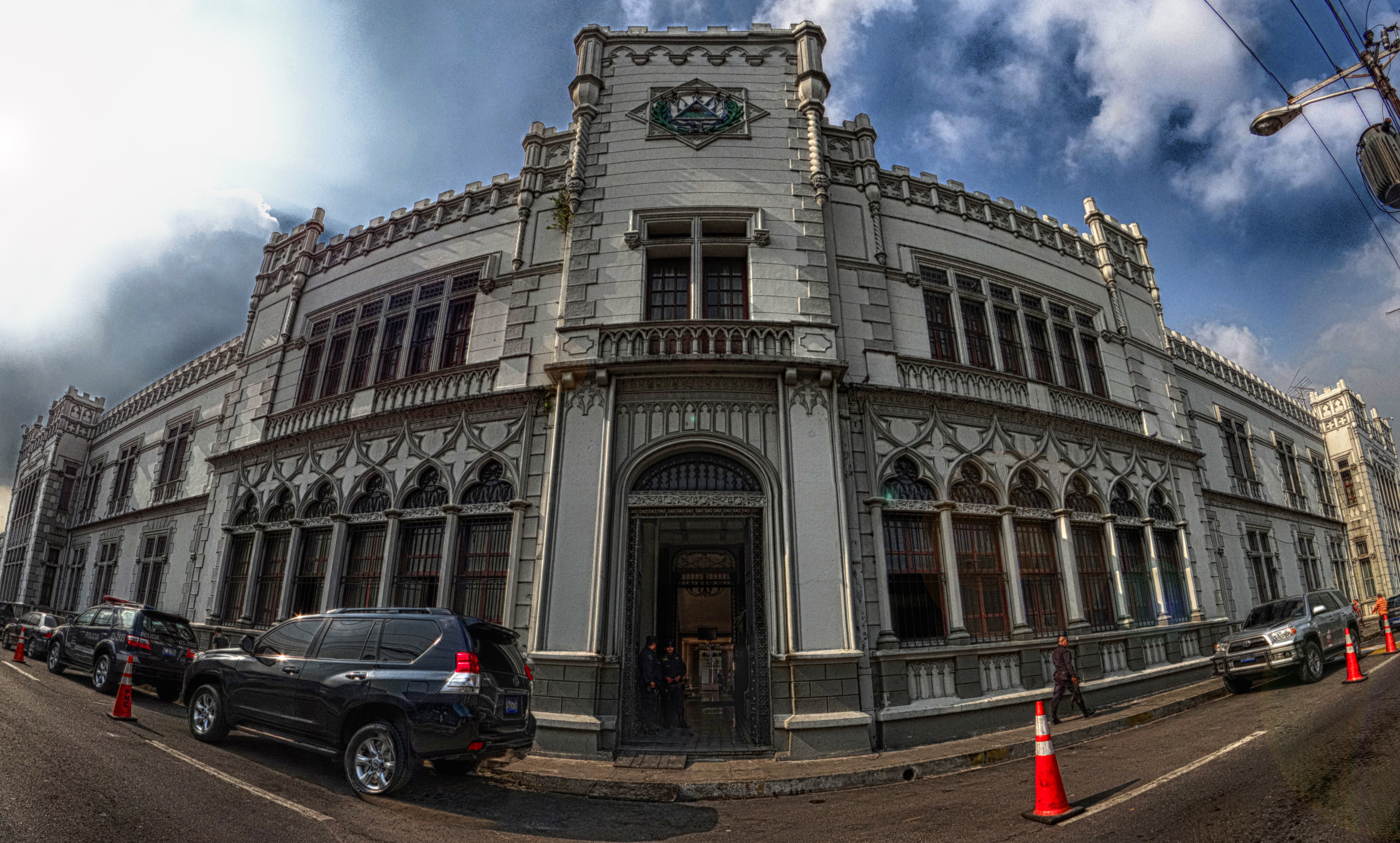
El Cuartel Central de la Policía Nacional Civil.

#### Cuartel Central de la Policía Nacional Civil
13°41′44.23″N 89°11′16.14″O / 13.6956194, -89.1878167

Este edificio es conocido popularmente como «El Castillo» y fue construido entre los años 1930 y 1932, un período de efervescencia política del país. Su diseño arquitectónico estuvo a cargo del italiano Filipo Brutus Targa, y posee un estilo victoriano; aunque su exterior corresponde al estilo barroco. Ha estado sujeto a modificaciones y remodelaciones, una de ellas a partir de 1996, y otra que terminó en 2008 como consecuencia de los terremotos de 2001. Fue sede de la Policía Nacional de El Salvador que desapareció en 1995, la cual ha sido reemplazada en sus funciones por la Policía Nacional Civil, institución que ocupa el inmueble.

#### Museo Universitario de Antropología
13°42′00.51″N 89°12′00.56″O / 13.7001417, -89.2001556

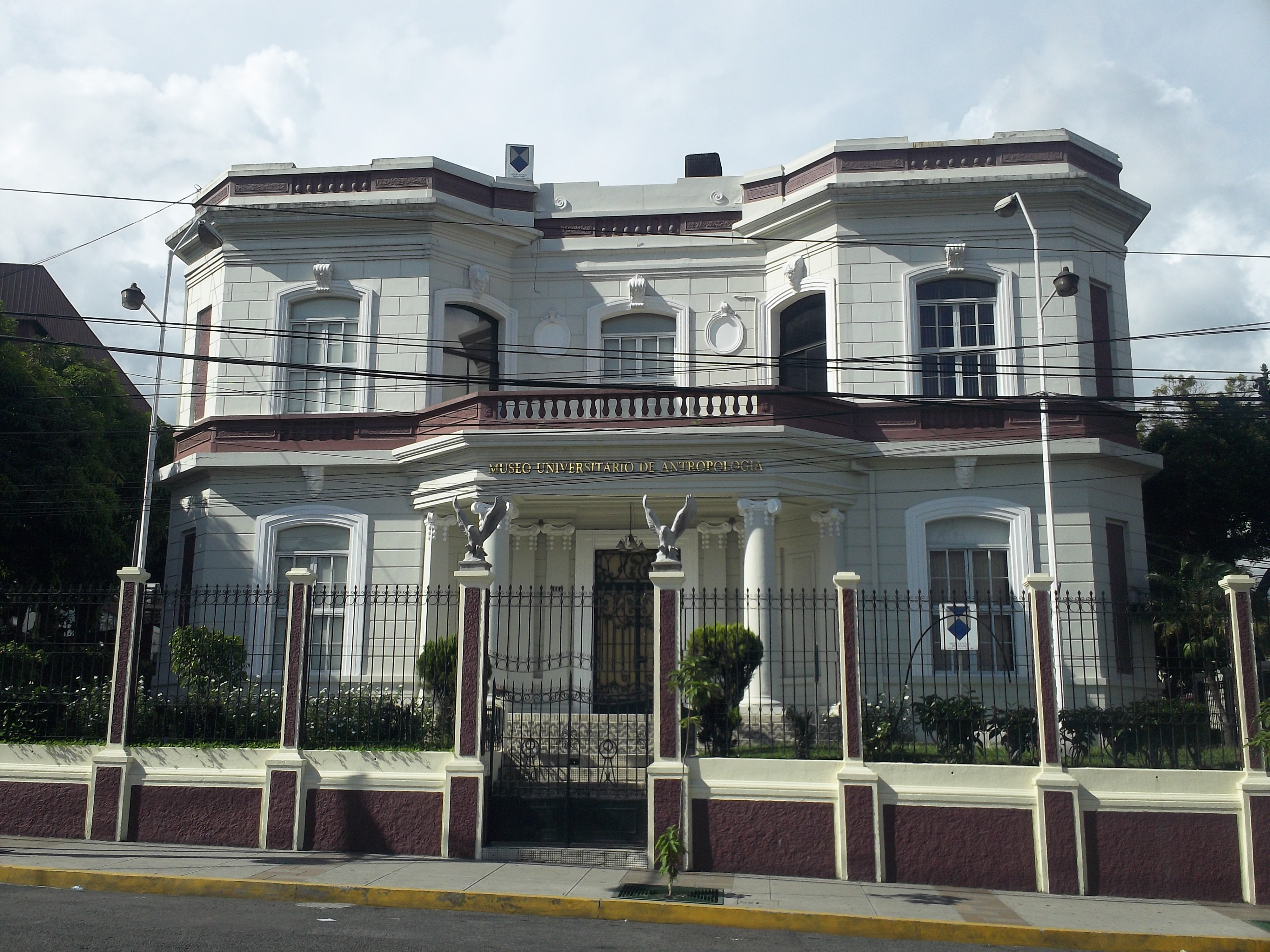
Museo Universitario de Antropología

Consagrado como un Bien Cultural Protegido, el Museo Universitario de Antropología (MUA) alberga cuantiosos tesoros de la identidad salvadoreña. El museo ocupa una antigua residencia particular llamada «Casa Ávila» que se terminó de construir en 1929, ahora parte de la Universidad Tecnológica de El Salvador. Se encuentra localizado sobre la Calle Arce, y contiene una diversidad de objetos representativos del patrimonio cultural salvadoreño. Está distribuido en cinco salas de exhibición permanente entre las que se destaca la persistencia del pasado y la etnografía salvadoreña donde apreciará más de 114 piezas de barro, obsidiana, jade y otros materiales del periodo preclásico tardío (400 a. C.-250 d. C), clásico (360-420 d. C.) elaboradas por las tribus indígenas que poblaron Mesoamérica y, en especial, El Salvador.

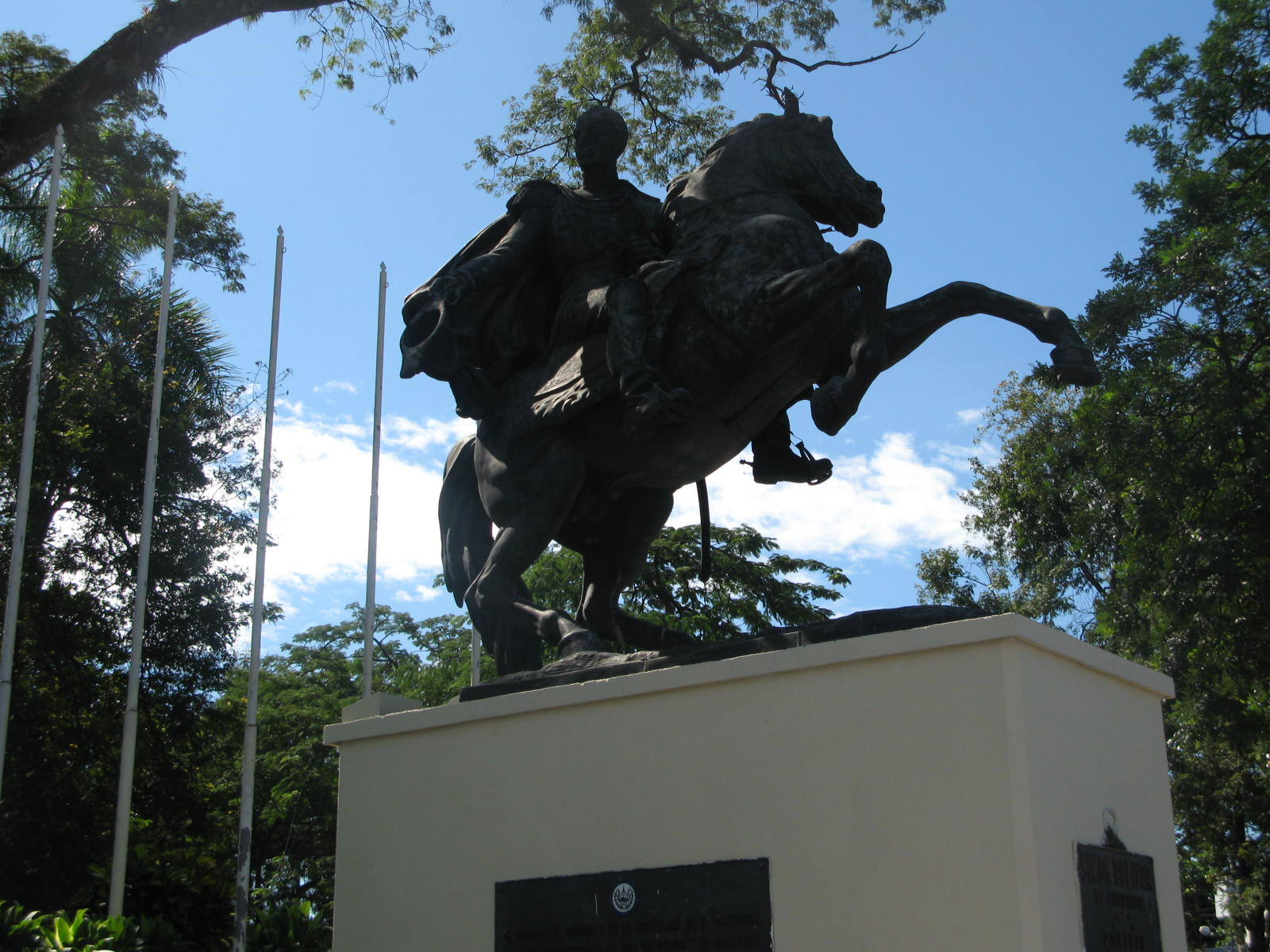
Estatua ecuestre de Simón Bolívar.

#### Plaza Simón Bolívar
13°41′54.62″N 89°11′54.37″O / 13.6985056, -89.1984361

La construcción original del parque se remonta al año 1908 bajo la administración del General Fernando Figueroa, pero la escultura ecuestre de Simón Bolívar fue erigida el año 1992, precisamente el  24 de julio, día de su nacimiento. Para el año 1901 era conocido como Parque Barrios, y el 1 de enero de ese año fue inaugurado un quiosco de lectura con el nombre de «Miguel Álvarez Castro»; según Arturo Ambrogi, dicho espacio serviría para «que el lector, después de escoger su libro o su revista, busque el sitio propicio, y que su atención, al fatigarse de la lectura, se fije y repose en la contemplación del paisaje que le rodea...». Sin embargo, en 1951 el sitio fue utilizado como parqueo de vehículos, que poco después sería reemplazado por otro quiosco. Actualmente el que anteriormente se conociera como parque Simón Bolívar, se encuentra en un proceso de remodelación profunda como parte de las obras de construcción del corredor turístico de la cale Rubén Darío, según lo comunicado por la Alcaldía Municipal de San Salvador, este pasara a llamarse Plaza Simón Bolívar.

#### Parque San José
13°41′59.09″N 89°11′18.69″O / 13.6997472, -89.1885250

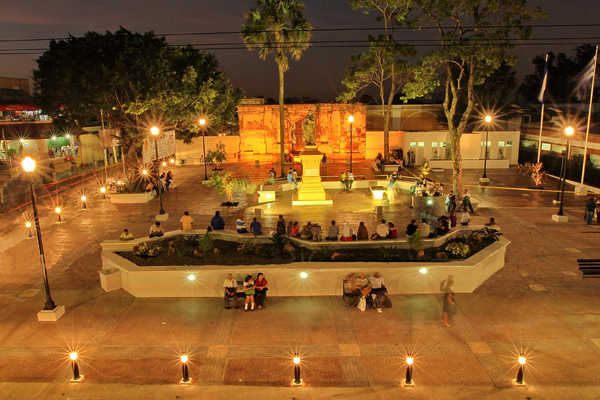
Parque San José, San Salvador

En el año 1553 se erigió en San Salvador la ermita de Nuestra Señora de la Presentación. Ya en la época republicana dicho templo terminó derruido por el terremoto de 1854, y una vez reconstruido fue conocido como «Nuestra Señora del Pilar» o también «San José», nombre que también adquirió la pequeña plaza ubicada al frente. Nuevamente sufrió el embate de otro sismo en 1873. A finales del siglo la plaza se denominó «Manuel José Arce», aunque los pobladores la seguían llamando «San José», y para 1911 se erigió una estatua en honor a José Matías Delgado, la cual terminó destruida por el terremoto de 1986.
Por su parte, la iglesia fue administrada desde 1913 por la Compañía de Jesús, quienes también erigieron a un costado el colegio Externado San José, en el año 1921. Para el año 1975 el histórico templo terminó destruido por un incendio, y desde los años 1980 la plaza entró en decadencia por la invasión del comercio informal. Sin embargo, este lugar fue recuperado en el 2011 por la alcaldía de la ciudad. Una nueva estatua de José Matías Delgado fue erigida, mientras que la fachada, único vestigio de la antigua iglesia, se sometió a restauración.